# Равалья, Роберто
Роберто Равалья — итальянский автогонщик.
Роберто Равалья родился 26 мая 1957 г. в Венеции (Италия). После двух титулов в картинге он перешёл в Ф3 в начале 80-х, но в 1984 г. дебютировал в кузовных гонках, с которыми связал свою дальнейшую карьеру (преимущественно с маркой БМВ). В четырёх чемпионатах он взял семь титулов за восемь лет (6 подряд). После завершения гоночной карьеры в 1997 г. занялся организацией собственной команды. ROAL Motorsport считается одной из сильнейших команд, выставляющих автомобили БМВ, и неудивительно что баварский концерн поручает ей представлять свою марку в автогонках. Так, ROAL Motorsport представлял БМВ в WTCC как Team Italy/Spain с гонщиками Алексом Занарди и Феликсом Портейро. Также команда представлена в Итальянском чемпионате по супертуризму (где одержала победу в 2005 г. вместе с Алексом Занарди) и серии SuperStar's.

## Карьера
Как пилот
- 1981 -
  - Итальянская Ф3 (5е место)
  - Европейская Ф3 — 3 гонки
- 1982 — Европейская Ф3 (10е место)
- 1983 — Европейская Ф3 (5е место)
- 1985 -
  - ДТМ (2 гонки, 16е место, 1 поул, 1 подиум)
  - 24 часа Спа (1е место)
- 1986 — ETCC (1е место)
- 1987 -
  - WTCC (1е место, 1 победа)
  - Гонка Гуйя в Макао (1е место)
- 1988 -
  - ETCC (1е место, 3 победы)
  - 24 часа Спа (1е место)
- 1989 -
  - ДТМ (1е место, 3 победы)
  - 24 часа Нюрбургринга (1е место)
- 1990 -
  - Итальянский чемпионат по супертуризму (1е место)
  - ДТМ (2 гонки, 1 победа, 1 подиум, 16е место)
  - Чемпионат мира среди спортпрототипов (5 гонок)
- 1991 — Итальянский чемпионат по супертуризму (1е место, 10 побед)
- 1992 -
  - Итальянский чемпионат по супертуризму (7е место, 1 победа)
  - ДТМ (7е место, 2 победы)
- 1993 — Итальянский чемпионат по супертуризму (1е место)
- 1994 -
  - Итальянский чемпионат по супертуризму (4е место, 4 победы)
  - STW — 1 гонка
  - BTCC — 6 гонок
  - Кубок ФИА по кузовным гонкам
- 1995 -
  - STW (6е место, 1 поул, 5 подиумов)
  - Кубок ФИА по кузовным гонкам
  - 24 часа Нюрбургринга (1е место)
- 1996 -
  - Итальянский чемпионат по супертуризму (18е место, 2 гонки, 1 подиум)
  - BTCC (6е место, 1 победа, 7 подиумов, 1 поул)
- 1997 -
  - FIA GT (GT1, 8е место, 1 победа)
  - 24 часа Ле-Мана (GT1, 2е место)

Как руководитель команды
- 2001 — Чемпионат ФИА по супертуризму, класс Суперпродакшн — 1е место (с Петером Коксом)
- 2005 — Итальянский чемпионат по супертуризму — 1е место (с Алексом Занарди)